# 武田勝
武田 勝（たけだ まさる、1978年7月10日 - ）は、愛知県名古屋市西区出身の元プロ野球選手（投手）、野球指導者。左投左打。
現役時代はNPBの北海道日本ハムファイターズに所属した。引退後は独立リーグやファーム参加球団でコーチ・監督を歴任している。

## 経歴

### プロ入り前
名古屋市立上名古屋小学校4年生の時から野球部に所属。名古屋市立浄心中学校に進学後、関東第一高等学校の小倉全由監督（当時）に知られるほど軟式野球で名を馳せた。
中学3年の時に、小倉が中京高校との練習試合で名古屋へ来た際に小倉の前で投球を披露。1球だけ投げたところ、小倉から関東一高への進学を勧められた。
関東一高に進学後は、1年生の夏に控え投手として第76回全国高等学校野球選手権大会に出場。しかし、自身がエースになってからチームは弱体化。幼少時代からプロ野球へ行く夢はあったが「これではプロ入りは無理」と判断し、先輩である森谷茂の誘いで立正大学に進学する。
立正大学1年生から試合で投げたが、自身曰く同期の金剛弘樹が「自分以上にいい」と、速い球を投げていたことから「自分とはモノが違う」と思ったという。
1年生の春に公式戦にデビューするも、2年秋の入替戦で敗れると3年春から卒業まで東都大学野球リーグ1部に昇格することはなかった。
3年秋は中央大学との入替戦2回戦で完投勝利するも3回戦では途中救援登板で阿部慎之助に本塁打を打たれるなどして敗れた。
4年春にリーグ戦初勝利を含む4勝で優勝に貢献し、最優秀投手を受賞。東洋大学との入替戦初戦で三浦貴と投げ合うも敗れた。1部リーグ通算17試合に登板、0勝7敗、防御率2.39。4年春・2部。金剛以外の同期に吉見宏明がいる。
卒業後はシダックスに入社。シダックス入社1年目に臨時コーチに来た高橋一三からフォームの指導を受けた。入社1年後に野間口貴彦が入ってくるが、ブルペンで150km/hを超える球をどんどん投げている姿を見て「本当に高校から来たばかりなのか」と驚いた（正確には大学1年中退後）が、その野間口とともにエースとして活躍。
2002年秋、野村克也が監督兼GMに就任。会うなり「シュートを覚えろ、それからチェンジアップも覚えろ」と言われる。実は既にチェンジアップは投げていたが自分のような球威なら、もっと投球の幅を広げろということを指摘され、武田自身も同じことを考えており「自分の考えを裏付けてくれた気がして嬉しかった」と振り返っている。
2003年の都市対抗野球ではシダックスを準優勝に導いたが、決勝のマウンドには立てなかった。しかし、自身は悔しいとか残念という気持ちはなかったという。ドラフト会議では読売ジャイアンツが野間口とともに獲得を目指していたが、野村から「野間口と武田が同時に抜けるのは（チームとして）困る」と発言して拒否した。野村は武田に対して「（シダックス野球部を）退部してドラフトを受ける手もある」と裏技を教えたが、武田は逆に野村の気遣いを意気に感じてシダックス残留を決めた。
2005年に左肘を故障して夏場まで復帰できなかったが懸命なリハビリが功を奏し、第36回IBAFワールドカップ日本代表に選出された。
2005年度プロ野球ドラフト会議にて北海道日本ハムファイターズから4巡目指名を受け契約金3500万円、年俸1000万円（金額は推定）という条件で入団。背番号は38。この会議では、シダックス時代にバッテリーを組んだ小山桂司捕手も日本ハムから5巡目指名を受けたため、小山とも引き続きチームメイトになった。担当スカウトは今成泰章。

### プロ入り後

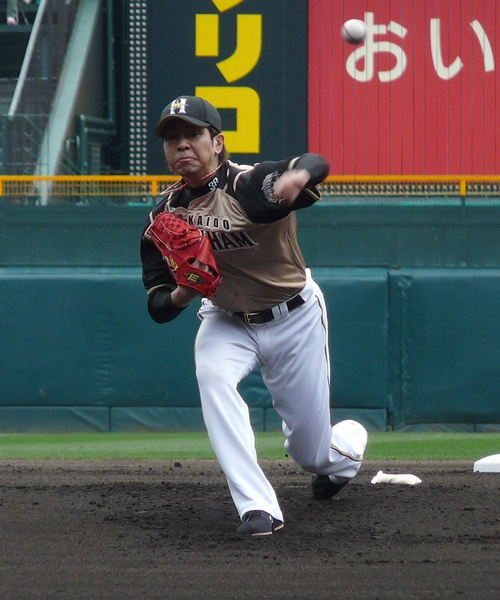
日本ハム時代
（2012年3月10日 阪神甲子園球場）

2006年シーズンは、3月26日の東北楽天ゴールデンイーグルス戦（札幌ドーム）で先発した江尻慎太郎が負傷降板したことを受け、プロ初登板を果たす。7月1日の楽天戦（札幌ドーム）では高須洋介の打球を左手に受け、6回2/3を無安打に抑えたまま負傷降板となった。中日ドラゴンズとの日本シリーズでは第3戦の先発を任され、5回0/3を1失点の投球で勝ち星を挙げ、日本一に貢献した。アジアシリーズでは台湾代表のLa Newベアーズ戦での先発を任され、7回1失点の投球で日本シリーズに続き、アジアシリーズでも勝ち星を挙げ、アジアシリーズ制覇にも貢献した。
2007年シーズンは、救援要員として開幕を迎えた後に5月27日の中日ドラゴンズ戦（ナゴヤドーム）から先発へ転向。一軍公式戦全体では、シーズンの最終規定投球回に初めて到達すると、9勝4敗、防御率2.54（リーグ6位）を記録。チームのパシフィック・リーグ優勝に貢献した。しかし、その後の千葉ロッテマリーンズとのクライマックスシリーズや、中日ドラゴンズとの日本シリーズでは精彩を欠いた。
2008年シーズンは、先発予定だった4月29日の千葉ロッテマリーンズ戦（千葉マリン）試合前練習中に、相手チームのフリー打撃の打球を左手親指に受け、登板を回避。診断結果は左親指末節骨骨折と診断され、一軍登録を抹消された。一軍復帰戦となった6月29日のオリックス・バファローズ戦（京セラドーム大阪）で6回1失点の投球で4勝目を挙げる。7月13日の福岡ソフトバンクホークス戦（札幌ドーム）では8回2失点の投球も敗戦投手となり、プロ入り以来続いていたソフトバンク戦での無敗記録が11試合目で連勝が6で途切れた。埼玉西武ライオンズとのクライマックスシリーズでは第3戦の先発を任され、5回2失点の投球で勝ち星を挙げた。オフには第2回WBCの日本代表候補メンバーに選出されるも、日本代表入りは果たせなかった。
2009年シーズンは、オープン戦から体調を崩した影響で調整が遅れたため、シーズンを二軍でスタート。4月16日のオリックス戦（札幌ドーム）に先発投手としてシーズン初の一軍マウンドに臨むと、9回1失点という内容で一軍初の完投勝利を挙げた。10月10日の楽天戦（札幌ドーム）では7回2/3を1失点の投球で2年ぶりとなる規定投球回到達と自身初の2桁勝利となる10勝目を挙げた。楽天とのクライマックスシリーズでは第1戦の先発を任されるも精彩を欠く投球で6回1/3を5失点で降板。巨人との日本シリーズ（巨人戦）では第1戦と第6戦の先発を任されたがいずれも敗戦投手となり、日本一を逃した。
2010年シーズンは、6月22日のソフトバンク戦（福岡Yahoo!Japanドーム）でプロ初完封勝利を記録。8月22日の西武戦（札幌ドーム）ではわずか89球の球数で9回1失点の投球で完投勝利を挙げた。この試合で同年3度目の無四死球での完投勝利となり、球団としては1992年の金石昭人以来となる18年ぶりの記録となった。また、7月8日 - 9月16日にかけて先発登板した試合では8連勝を記録。この年は防御率・勝利数・奪三振・投球回・先発登板はいずれもキャリアハイ。防御率2.41はリーグ2位であり、14勝はチームトップの勝利数となった。
2011年シーズンは、4月27日 - 5月23日にかけて先発登板した5試合全てにおいて、味方打線が0点に抑えられ、5試合連続で完封負けでの敗戦投手となった。これは68年ぶりプロ野球史上2人目の記録であり、2リーグ制以降では史上初の記録となった。5月29日の広島東洋カープ戦（札幌ドーム）では前田健太との1-0の投手戦を制し、7回無失点の投球で4月21日以来となる勝ち星を挙げた。その後も勝ち星を積み重ねて6連勝を記録。自身初のオールスターゲームにも選出され、7月22日の第1戦（ナゴヤドーム）で4回裏に登板するも1失点を喫し、5回裏には1イニング・1試合4被本塁打、1イニング8者連続被安打、1イニング8失点、1試合9失点などオールスター記録を更新してしまった。8月7日の楽天戦（クリネックススタジアム宮城）では防御率リーグ1位の田中将大に投げ勝ち6回1失点の投球で9勝目を挙げ、この時点で防御率が1.30となり田中を抜き、リーグ1位となるが、その後は精彩を欠く投球が続いたため、最終的には防御率が2.46まで悪化。
2012年シーズンは、4月だけで2度の完封勝利を含む4勝を挙げるなど自身初の月間MVPを受賞するが、その後は先発登板した9試合連続で勝ち星が付かず、自身の誕生日である7月10日のロッテ戦（札幌ドーム）で7回1/3を1失点の投球で10試合ぶりの勝ち星を挙げた。この年も前年と同じく11勝を挙げ、左投手としては球団史上初の4年連続2桁勝利を達成した。また、先発登板数28試合はリーグ最多タイであり、防御率・完封数・完投数・投球回もキャリアハイだった2010年を上回る成績を残すなどチームを3年ぶりのリーグ優勝に貢献した。ソフトバンクとのクライマックスシリーズでは第2戦の先発を任され、6回無失点の投球で4年ぶりとなるクライマックスシリーズでの勝ち星を挙げた。巨人との日本シリーズでは第2戦と第6戦の先発を任され、第2戦では6回1失点の投球も味方打線が0点に抑えられ、敗戦投手となった。この試合では10奪三振を記録し、日本シリーズ史上16人目（18度目）となる2桁奪三振を記録した。第6戦では精彩を欠く投球で2回3失点で降板するも敗戦投手にはならなかったがチームは敗れ、日本一を逃した。
2013年シーズンは、開幕戦である3月29日の西武戦（西武ドーム）で自身初の開幕投手を務めたが、4回裏に先頭打者の炭谷銀仁朗を一ゴロに打ち取った際、左脹脛の張りを訴え、降板。診断結果は左脹脛の筋挫傷と診断され、一軍登録を抹消された。一軍復帰戦となった4月28日のオリックス戦（札幌ドーム）では6回無失点の投球で同年初の勝ち星を復帰戦で挙げるが、その後は勝利投手の権利である5回を持たずに大量失点を喫し、降板する試合が目立つなど精彩を欠く投球が続いた。そのため2009年シーズンから続いていた規定投球回到達とシーズン連続2桁勝利は4年で途切れた。
2014年シーズンは、先発陣の一角で一軍公式戦の開幕を迎えたが、シーズン初登板から精彩を欠く投球が続いた。7月8日の対楽天戦（コボスタ宮城）では、1回だけで6点を失うと、1回1/3を7失点という内容で降板。この時点で防御率が7.30にまで達したため、翌9日に一軍登録を抹消された。後に一軍へ昇格したが左投手の救援要員が不足していたチーム事情などから中継ぎへ転向。
2015年シーズンは、4月5日のオリックス戦（京セラドーム）に先発投手として登板すると、5回2失点という内容で、先発では一軍公式戦で278日ぶりの勝利を挙げた。その後も先発陣の一角を担っていたが、6月20日のソフトバンク戦（ヤフオクドーム）で3回を投げ、7点を失い、翌21日に一軍登録を抹消。9月下旬に一軍へ昇格したが一軍公式戦全体では、9試合の登板で3勝2敗、防御率5.84という成績に終わった。
2016年シーズンは、レギュラーシーズン終盤まで一軍公式戦への登板機会がないまま、9月23日に現役引退を発表。チームが当時リーグ優勝を射程圏内に収めていたことから、引退記者会見の後には、一軍の試合前のナインの円陣に参加。「俺のために優勝しろ」と書いた紙を見せることで、チームを鼓舞した。チームが優勝した後の9月30日には、引退試合として、札幌ドームのロッテ戦で先発。「打者1人のみの対戦」という条件でマウンドに立つと、先頭打者の清田育宏を空振り三振に抑えたことで現役生活を締めくくった。なお、試合後に開かれた引退セレモニーでは、「俺のために日本一になれ」と絶叫。その後のクライマックスシリーズおよび、広島との日本シリーズでは、打撃投手としてチームに同行した。さらに、チームが10月29日に日本シリーズを制すると、栗山監督に続いて3回にわたって胴上げされた。

### 現役引退後
2017年シーズンは、指導者への転身を希望していたことから日本ハムに球団職員として引き続き在籍するとともに2017年1月1日付でベースボール・チャレンジ・リーグの石川ミリオンスターズへ派遣。派遣期間は1年間で「総合コーチ」と「Vice President（ヴァイス プレジデント）」という肩書きで経営・編成・営業などのフロント業務にも携わる。その傍ら札幌テレビ放送、北海道テレビ放送のゲスト解説者として随時出演。8月24日にはU-15日本代表のコーチに就任することが発表された。
2018年シーズンは、任期満了に伴い、前年シーズンで監督を退任した渡辺正人の後任として日本ハムに籍を置いたまま石川ミリオンスターズの監督に就任することが1月9日に発表された。初年度の成績は前期3位、後期4位で地区チャンピオンシップには進めなかった。10月23日、来シーズンも石川と監督契約を結んだことが、派遣元の日本ハム球団から発表された。
2019年シーズンは、監督就任2年目は前期3位、後期2位の成績で、地区年間勝率2位となったことから、前後期を連覇した信濃グランセローズとの地区チャンピオンシップに進出。地区チャンピオンシップには初戦で敗退（年間勝率2位チームは3連勝が勝ち上がり条件）し、リーグチャンピオンシップには進めなかった。10月21日に2020年シーズンより北海道日本ハムファイターズ一軍投手コーチへの就任、及びそれに伴う石川ミリオンスターズの監督辞任が発表された。2022年限りで日本ハムを退団。
2024年シーズンよりイースタン・リーグへの加入が内定しているオイシックス新潟アルビレックスBC（旧・新潟アルビレックスBC）の投手コーチに就任することが、2023年11月15日に発表された。これは武田の就任前から同球団の投手コーチを務め、シダックス時代のチームメイトである野間口貴彦から就任の要請を受けたものである。同年シーズン終了後の11月12日に監督に就任することが発表された。従来の投手コーチも兼務の形で継続する。

## 選手としての特徴
- 左腕を上に挙げた時に球を一瞬持ち変えるような仕草を見せる変則的なスリークォーターから、平均で129km/h[50]の速球とスライダー・チェンジアップ・シュートを投げ分け、遅い球速を差し引ける配球で打者を打ち取って行くのが真骨頂。
- アマチュア時代に左肘を繰り返し故障したため、左肘は可動域がないほど曲がっている[51]が、武田自身は「真っすぐの握りでわざと手首を寝かすだけでボールは勝手にシュートしてくれる。ひねらなくてもいいんですよ」と前向きにとらえている[52]。
- 好調時・不調時、果ては打球を手首に受けて骨折しても表情がほとんど変わらないポーカーフェイスと言われてきたが、実際には「（ポーカーフェイスは）イメージだけで先発登板前にはプレッシャーによる腹痛でトイレに駆け込んで、吐き気に見舞われることを繰り返し、良いコンディションで投げられたのは1年のうち2、3回あればいいほう。あとはメンタルだけで何とか勝利に結びつけた」という[53]。一方で2013年のオフでは自らを「トークショー芸人」と称する[54]などファンサービスへの意識が高い。

## 人物・エピソード
- 「勝」という名前は、出生当時に中日ドラゴンズの若手野手だった宇野勝を関西出身で阪神タイガースの大ファンであった実父が応援していたことに由来する。自身は幼少期に中日の大ファンで、ナゴヤ球場によく足を運び、宇野や落合博満のような本塁打打者に憧れていた。また、実家では父と応援合戦を展開していたという[55]。しかし、中学生時代に両親が離婚[4]。勝は実母に引き取られた。これを機に「早く世に出て母を楽にさせたい」という一心で野球に打ち込んだという[1]。
- 中学生時代に関東一高の監督だった小倉から同校への進学を勧められた際には、小倉の前で1球投げただけで誘われたことを不思議に思ったという[1]。小倉自身は、武田の目が澄んでいたことに感動したとされる[1]。
- 北海道テレビ（HTB）制作のバラエティ番組『水曜どうでしょう（どうでしょう）』の熱烈なファンとして、番組の関係者と面識を持っている。
  - 自身の公式ホームページに「簡易onちゃん」を被った写真を載せているほか、『FFFFF』の企画で「タコ星人」ポンチョを着用して出演したこともある。
  - 『どうでしょう』の同行ディレクター・藤村忠寿とは2010年オフに『FFFFF』の企画で対談しており、その際に藤村から「サラリーマンに夢を与える存在」などと評されている。
  - 試合の登場曲には『水どう』再放送版のエンディングテーマ、樋口了一の『1/6の夢旅人2002』を採用している。自身の引退セレモニーで共演し、最後は後述のオカリナで演奏した。
  - 2013年9月に開催された『水曜どうでしょう祭り UNITE 2013』への出演を熱望したが、プロ野球のシーズン中で仙台へ遠征していたために叶わず、鶴の着ぐるみを着て平岸高台公園にて撮影されたビデオレターが会場で披露された。
  - 新作DVDが出る度に、HTBのアナウンサー・谷口直樹から届けてもらっている（なお、谷口とはプライベートでも食事に行くほど仲がよく、引退試合の最後のインタビューも、HTBが中継担当ではなかったにもかかわらず谷口が担当した[56]）。
- 2013年オフィシャルガイドブックでは好きなタレントに大泉洋の名前を挙げている。理由は北海道に来てから「どうでしょう」を見て、自然な自分をテレビで出せていると思ったから[57]。なお、2015年当時「トークのうまさが勉強になる」という理由で好きな女性芸能人にマツコ・デラックスの名前を挙げた[58]。
- 虫が大の苦手。2010年には試合中に右肩にセミが止まる珍事が発生した[59]。
- 北海道内の町おこしに寄与する「179市町村応援大使」に2013年上ノ国町、2014年西興部村、2015年浦臼町、2016年羽幌町に任命。
  - 2013年11月28日に上ノ国町を訪問した際、上ノ国町の道の駅でオカリナを購入、マイブームと公言するほどの趣味となった。後日ライリッシュ・オカリナ連盟から1台5万円する最高級のオカリナを2台贈呈され、引退セレモニーや優勝パレードの際にオカリナを披露して、大きな反響を与えた。[60][61]
- スポーツ報知の元番記者曰く、カラオケで山根康広の『Get Along Together』を歌わせると極上である[62]。
- 将来の目標として「自分の背番号（38）と同じ年齢までプレーする」ことを挙げている。実際に38歳で引退し、本懐を遂げた[63]。
- 愛猫家であり、2016年10月現在で8歳になるスコティッシュフォールドの「みー太郎」を自宅で飼っている[64]。出会いは当時の同僚だった藤井秀悟に見せてもらった携帯電話の写メールに写った真っ白い姿に一目惚れしたこと。すぐに妻とペットショップに行き、購入[64]。
  - みー太郎の名前の由来は、男の子で初めて抱っこした時ずっと「みー」と鳴いていたから[64]。
  - ブログに掲載していたのは「自分が載るのは恥ずかしいから」[55]。ブログを自身はあまりやりたくない、自分の写真を載せたくないがみー太郎の力を借りて更新していた[64]（2015年元旦で更新はストップしている）
  - 2013年7月のどさんこワイドのインタビューでは、みー太郎は段ボールが好きでこだわりがあり常にストックを準備していること、みー太郎といる時は野球を忘れて心から癒されると話した[65]。
  - 初の10勝を挙げた2009年には、捨て猫のチャリティーを行った。背番号の38番と猫を組み合わせたグッズを作り、収益を動物保護団体に寄付した[66]。
- 引退を決めてからは「○○（ファイターズ、みー太郎の缶詰を購入する等々）のために」というのが自分自身のキーワードになっている[64]。
- 左投げ左打ちであるが、ペンや食事は右利きであり、マイクも右手で持つ。
- 2011年3月11日に発生した東日本大震災の被災地へ日本赤十字社を通じて義援金として100万円を寄付した[67]。
- 2012年からは選手会副会長に就任[68]。
- 現役時代の実績や社会貢献に取り組んだことが評価され母校の立正大学から「学園褒賞」を受賞した[69]。
- オイシックス監督に就任してすぐ、選手たちには「監督」と呼ぶことを禁じた。選手と監督の壁を無くし、選手が話しやすい環境作りを目標としたため[70]。

## 詳細情報

### 年度別投手成績
| 年 度      | 球 団      | 登 板 | 先 発 | 完 投 | 完 封 | 無 四 球 | 勝 利 | 敗 戦 | セ 丨 ブ | ホ 丨 ル ド | 勝 率 | 打 者 | 投 球 回 | 被 安 打 | 被 本 塁 打 | 与 四 球 | 敬 遠 | 与 死 球 | 奪 三 振 | 暴 投 | ボ 丨 ク | 失 点 | 自 責 点 | 防 御 率 | W H I P |
| ---------- | ---------- | ----- | ----- | ----- | ----- | -------- | ----- | ----- | -------- | ----------- | ----- | ----- | -------- | -------- | ----------- | -------- | ----- | -------- | -------- | ----- | -------- | ----- | -------- | -------- | ------- |
| 2006       | 日本ハム   | 29    | 7     | 0     | 0     | 0        | 5     | 2     | 1        | 5           | .714  | 326   | 84.0     | 68       | 5           | 15       | 1     | 3        | 54       | 1     | 0        | 20    | 19       | 2.04     | 0.99    |
| 2007       | 日本ハム   | 35    | 18    | 1     | 0     | 1        | 9     | 4     | 0        | 8           | .692  | 569   | 149.0    | 113      | 18          | 17       | 1     | 6        | 101      | 0     | 0        | 42    | 42       | 2.54     | 0.87    |
| 2008       | 日本ハム   | 20    | 19    | 1     | 0     | 0        | 8     | 7     | 0        | 0           | .533  | 493   | 121.2    | 110      | 18          | 19       | 0     | 5        | 68       | 1     | 0        | 44    | 40       | 2.96     | 1.06    |
| 2009       | 日本ハム   | 24    | 23    | 2     | 0     | 1        | 10    | 9     | 0        | 0           | .526  | 592   | 144.1    | 150      | 17          | 20       | 3     | 4        | 99       | 0     | 1        | 58    | 57       | 3.55     | 1.18    |
| 2010       | 日本ハム   | 26    | 26    | 3     | 1     | 3        | 14    | 7     | 0        | 0           | .667  | 661   | 168.1    | 161      | 12          | 19       | 1     | 1        | 106      | 0     | 0        | 47    | 45       | 2.41     | 1.07    |
| 2011       | 日本ハム   | 25    | 25    | 3     | 0     | 2        | 11    | 12    | 0        | 0           | .478  | 647   | 164.2    | 143      | 7           | 18       | 0     | 3        | 87       | 0     | 0        | 51    | 45       | 2.46     | 0.98    |
| 2012       | 日本ハム   | 28    | 28    | 4     | 2     | 2        | 11    | 7     | 0        | 0           | .611  | 709   | 182.2    | 159      | 10          | 30       | 1     | 4        | 90       | 0     | 0        | 50    | 48       | 2.36     | 1.03    |
| 2013       | 日本ハム   | 22    | 22    | 2     | 0     | 0        | 8     | 7     | 0        | 0           | .533  | 546   | 129.0    | 139      | 11          | 27       | 1     | 4        | 47       | 2     | 0        | 62    | 56       | 3.91     | 1.32    |
| 2014       | 日本ハム   | 25    | 9     | 0     | 0     | 0        | 3     | 4     | 0        | 2           | .429  | 278   | 61.2     | 72       | 12          | 20       | 1     | 2        | 33       | 0     | 0        | 43    | 41       | 5.98     | 1.49    |
| 2015       | 日本ハム   | 9     | 9     | 0     | 0     | 0        | 3     | 2     | 0        | 0           | .600  | 168   | 37.0     | 51       | 6           | 5        | 0     | 4        | 15       | 1     | 0        | 26    | 24       | 5.84     | 1.51    |
| 2016       | 日本ハム   | 1     | 1     | 0     | 0     | 0        | 0     | 0     | 0        | 0           | ----  | 1     | 0.1      | 0        | 0           | 0        | 0     | 0        | 1        | 0     | 0        | 0     | 0        | 0.00     | 0.00    |
| 通算：11年 | 通算：11年 | 244   | 187   | 16    | 3     | 9        | 82    | 61    | 1        | 15          | .573  | 4990  | 1242.2   | 1166     | 116         | 190      | 9     | 36       | 701      | 5     | 1        | 443   | 417      | 3.02     | 1.09    |

- 各年度の太字はリーグ最高

### 表彰
- 月間MVP：1回（2012年4月）

### 記録
初記録
投手記録
- 初登板・初勝利：2006年3月26日、対東北楽天ゴールデンイーグルス2回戦（札幌ドーム）、3回表二死に2番手で救援登板、3回1/3を無失点
- 初奪三振：同上、4回表に鉄平から見逃し三振
- 初ホールド：2006年4月18日、対オリックス・バファローズ4回戦（東京ドーム）、6回表無死に3番手で救援登板、1回無失点
- 初先発：2006年6月9日、対中日ドラゴンズ4回戦（ナゴヤドーム）、6回2失点
- 初先発勝利：2006年6月17日、対広島東洋カープ5回戦（札幌ドーム）、6回2/3を4失点
- 初セーブ：2006年8月24日、対東北楽天ゴールデンイーグルス15回戦（フルキャストスタジアム宮城）、7回裏に2番手で救援登板・完了、3回無失点
- 初完投：2007年6月11日、対読売ジャイアンツ4回戦（東京ドーム）、8回2失点で敗戦投手
- 初完投勝利：2009年4月16日、対オリックス・バファローズ3回戦（札幌ドーム）、9回1失点
- 初完封勝利：2010年6月22日、対福岡ソフトバンクホークス7回戦（福岡Yahoo! JAPANドーム）

打撃記録
- 初安打：2007年5月27日、対中日ドラゴンズ1回戦（ナゴヤドーム）、4回表に山本昌から右前安打
- 初打点：2013年6月9日、対東京ヤクルトスワローズ4回戦（明治神宮野球場）、4回表にクリス・ラルーから二塁ゴロ

節目の記録
- 1000投球回：2012年9月18日、対オリックス・バファローズ23回戦（札幌ドーム）、4回表一死目に野中信吾を見逃し三振 ※史上330人目

その他の記録
- オールスターゲーム出場：1回（2011年）
- 開幕投手：1回（2013年）

### 背番号
- 38（2006年 - 2019年　2025年 - ）※石川ミリオンスターズでも着用
- 89（2020年 - 2022年）
- 77（2024年）

## 関連情報

### テレビ
- みんなのニュース（石川テレビ 2017年4月3日 - 、月曜日 18:14-19:00）※コメンテーターとして毎週月曜日に出演。
- 2時はどきどき5ch（北陸朝日放送 2017年4月3日 - 、月曜日 14:00-14:40）※4月10日以降は石川ミリオンスターズの週末ホームゲームがあった際の翌月曜日に出演。

### ラジオ
- 武田勝のボールパークにようこそ（MROラジオ 2017年4月1日 - 2017年9月30日、土曜日 12:40-12:55）※HBCラジオとネット放送。
- 拝啓、武田勝です～やっぱり今年も石川にいます～（MROラジオ 2019年4月6日 - 土曜日 12:40-12:55） ※HBCラジオとネット放送。